# Hermandad del Amor (Cáceres)
La Hermandad Penitencial del Santísimo Cristo del Amor más tarde llamada Hermandad Penitencial del Santísimo Cristo del Amor, Señor de las Penas y Nuestra Señora de la Caridad  es una hermandad de la Semana Santa de Cáceres, en Extremadura; fundada originalmente en 1989. Su sede canónica es la Capilla de Santa Gertrudis, propiedad de la Congregación de las Hijas de María Madre de la Iglesia perteneciente a la Parroquia de San José de Cáceres
Procesiona el Domingo de Ramos con dos pasos y el Jueves Santo con tres pasos.

## Historia de la Cofradía
El 27 de octubre de 1989 es erigida canónicamente por el Excmo. Obispo de Coria-Cáceres como Hermandad Penitencial del Santísimo Cristo del Amor con la finalidad de dar culto al crucificado que la congregación tenía y que esta cede a la hermandad.
El Domingo de Ramos de 1990, la hermandad lleva la imagen del crucificado del Amor por las calles del barrio, extendiendo su recorrido hasta el centro histórico de la ciudad, conectando así la modernidad de su fundación con el legado histórico de Cáceres.
En diciembre de 1993, la hermandad, que ha conseguido un fuerte arraigo al barrio y su comunidad, adquiere a su dolorosa, Nuestra Señora de la Caridad.
En 1994 la hermandad propone cambiar su estación de penitencia a la tarde-noche del Jueves Santo con ambos pasos, el Santísimo Cristo del Amor y Nuestra Señora de la Caridad.
En marzo de 1997 la hermandad adquiere un Ecce-Homo de finales del siglo XVI y que fue bendecido por el Obispo de Coria-Cáceres, Ciriaco Benavente Mateos, procesionando por primera vez el Domingo de Ramos de 2001 desde la S. I. Concatedral de Santa María hasta la Parroquia de San José en una nueva procesión de la Cofradía.

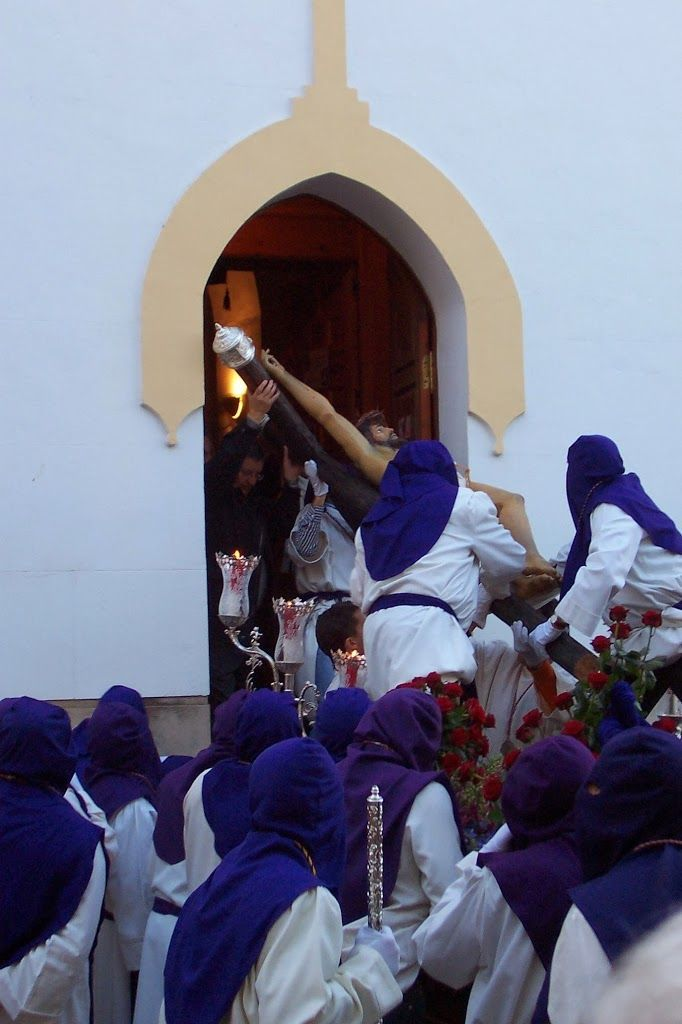
La imagen del Stmo. Cristo del Amor saliendo de Santa Gertrudis para entronizarlo en su paso antes de la reforma de la puerta.

La hermandad en sus inicios afrontaba un problema, la puerta de la Capilla de Santa Gertrudis tenía unas dimensiones reducidas e impedía la salida de sus pasos procesionales, teniendo que procesionar Ntra. Sra. de la Caridad en su trono desde la Parroquia de San José y el Stmo. Cristo del Amor era llevado por los hermanos hasta la calle donde su paso esperaba para entronizarlo.
Todo esto cambian en el año 2008 cuando la hermandad consigue sufragar los gastos de ampliación de la puerta, siendo bendecida el Jueves Santo de 2008 por el director espiritual José Luis Caldera González, saliendo ambos pasos desde su capilla y en 2011 lo haría el Señor de las Penas.
En 2014, por el XXV Aniversario procesiona de forma extraordinaria el Santísimo Cristo del Amor recorriendo la ciudad monumental como hiciera antaño.
En 2018 consiguen acabar otro proyecto de la hermandad teniendo una candelería de 34 piezas de alpaca plateada.
En 2023, por el XXX Aniversario de la bendición de Nuestra Señora de la Caridad se realiza una serie de donativos para sufragar una diadema para la sagrada imagen, siendo impuesta el 1 de diciembre de 2023.
La hermandad está muy arraigada al barrio, al Colegio San José y a su parroquia del mismo nombre, por ello colabora en las procesiones de San José y Madre Matilde.

## Imaginería de la Cofradía

### Santísimo Cristo del Amor
El Santísimo Cristo del Amor es una talla de escayola adquirida en la década de 1940 a los Talleres de Arte Cristiano de Olot por la Congregación de las Hijas de María Madre de la Iglesia para su capilla de Cáceres, quienes lo cedieron a la Hermandad al fundarse.
Cristo aparece en la cruz, todavía vivo, sin la herida en el costado y mirando dulcemente al cielo. No destaca la imagen por ser muy sangrienta, ya que tiene pocas heridas, tan solo las producidas por los clavos, y la corona de espinas, que es natural. Para la procesión luce un sudario del siglo XVIII, teniendo varios más, aunque posee paño de pureza propio.
La cruz del Cristo está realizada en madera, con tres cantoneras en alpaca plateada realizadas por el orfebre Manuel de los Ríos en 1997 y un cartel con la inscripción “Jesús Nazareno, Rey de los Judíos” en tres idiomas: griego, hebreo y latín sustituyendo al antiguo INRI.

### Nuestra Señora de la Caridad

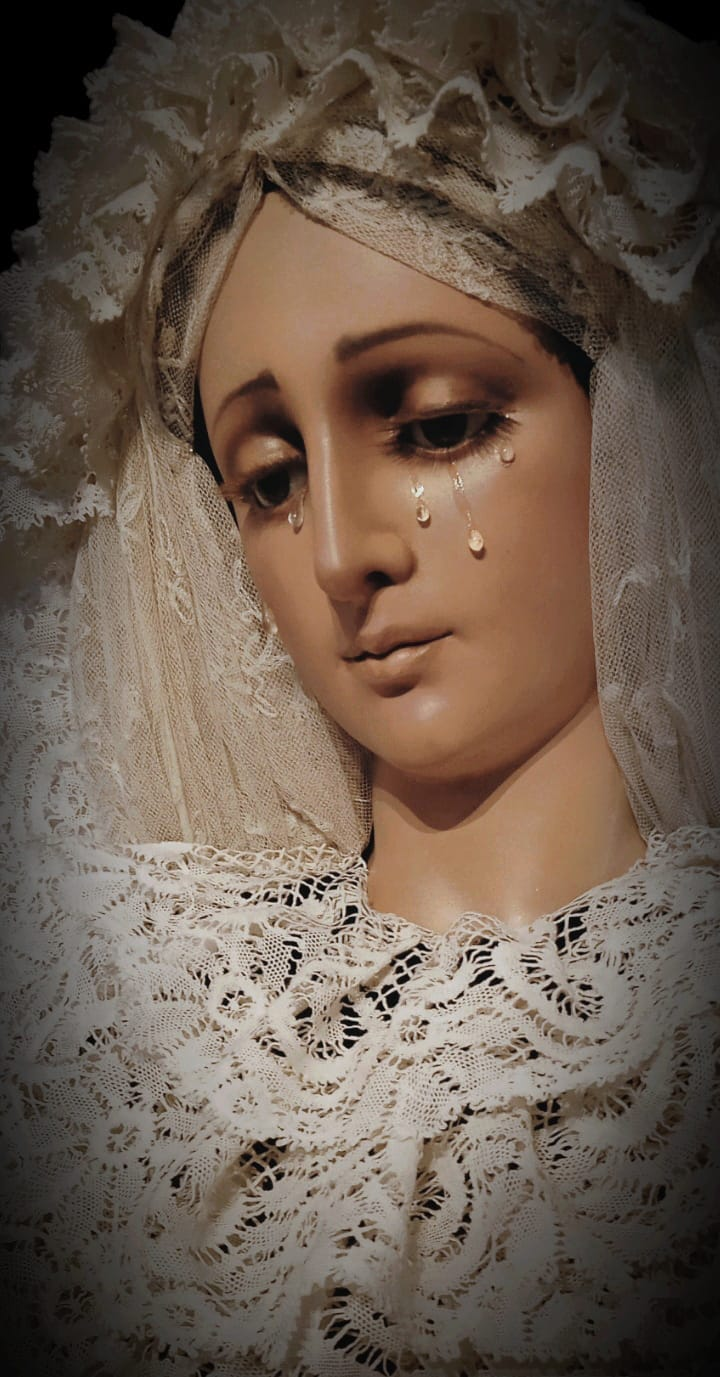
Nuestra Señora de la Caridad

Nuestra Señora de la Caridad es una imagen de talla entera, pese a ir vestida. Su autor es desconocido y data de finales del siglo XVIII o principios del XIX. Fue cedida a la Cofradía en 1993 por el Obispado de Coria-Cáceres, siendo venerada años antes en el cercano pueblo cacereño de Santiago del Campo.
La Virgen posee un rostro que expresa una gran serenidad, con la mirada baja y con cinco lágrimas que caen de sus ojos. Luce para la procesión largo manto morado bordado con representaciones de estrellas y el anagrama de María como motivo central.
Sobre las sienes luce Ntra. Sra. una corona de metal dorado con piedras semipreciosas realizada por el orfebre madrileño Antonio Mezquida Obrador en 1993.
En 2024 por el XXX Aniversario de su bendición e imposición de Corona, la hermandad le impone una diadema donada por devotos y fieles.

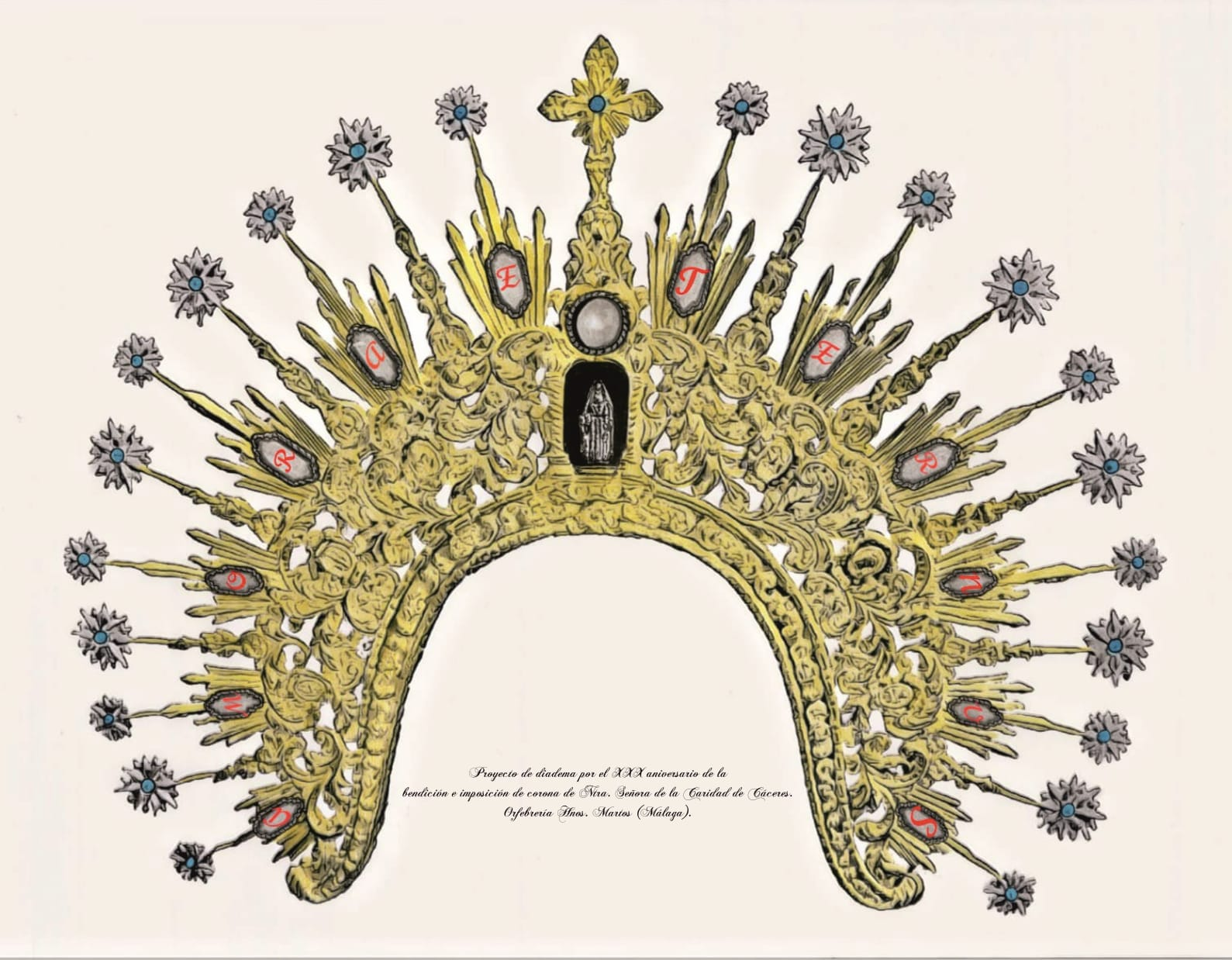
Diadema donada por devotos y fieles a Ntra. Sra. de la Caridad

### Señor de las Penas

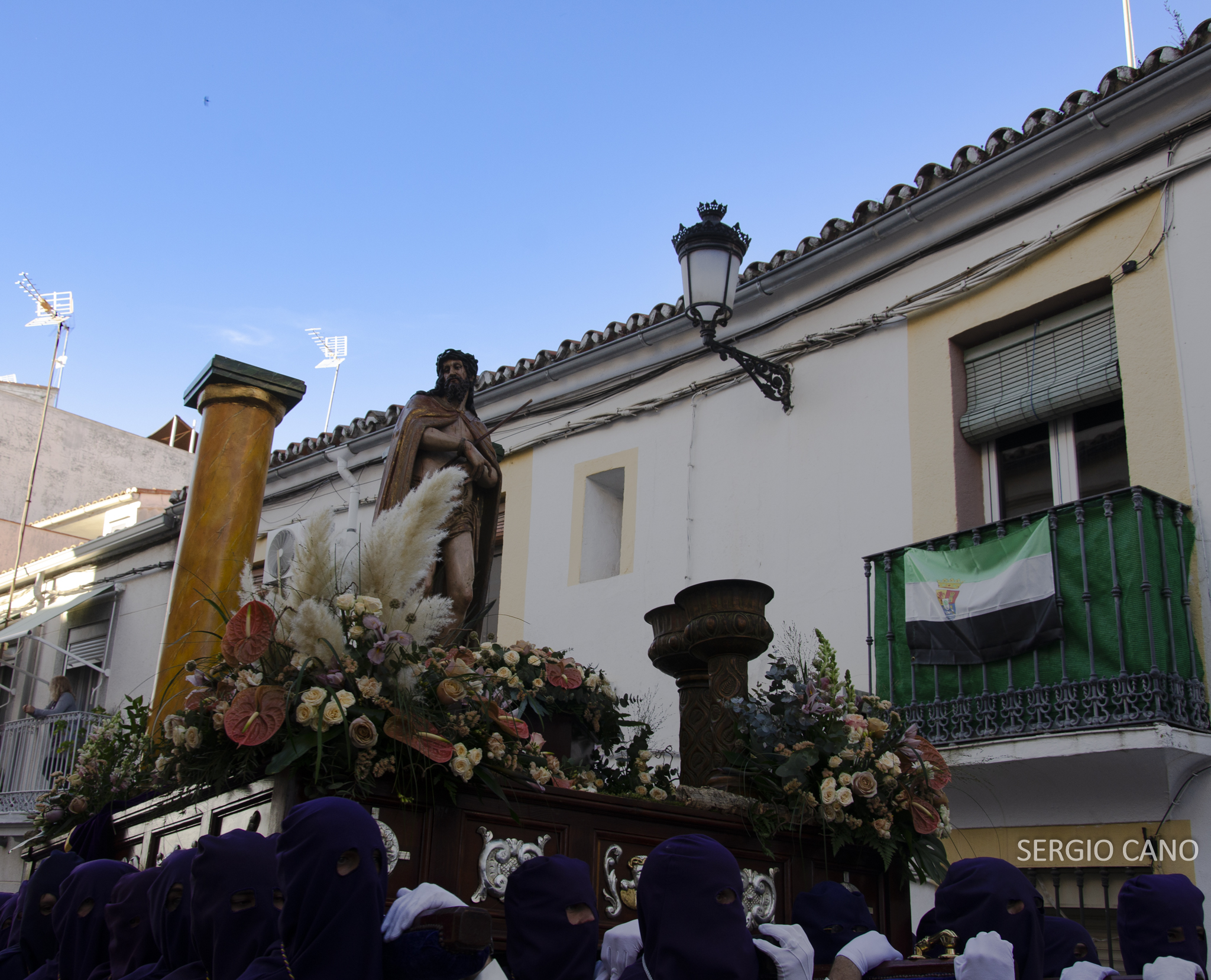
Señor de las Penas

El Señor de las Penas es una talla de madera policromada de tamaño menor que el natural, realizada probablemente a finales del siglo XVI por Pedro de la Cuadra, escultor vallisoletano. La obra se incluye en el estilo romanista, precursor del barroco castellano.
Representa a Cristo en el momento evangélico de la presentación al pueblo por parte de Pilato (Ecce-Homo), estando el Señor maniatado y con una caña entre las manos, tan solo vestido con un paño de pureza y una clámide. Cristo tuerce la cabeza hacia la derecha y tiene tallada la corona de espinas.

### Dolorosa Esperanza ante la Caridad del Padre
Es un paso infantil que la hermandad procesiona el Domingo de Ramos en el cortejo del Señor de las Penas, es portado por los más pequeños de la hermandad.
Consta de dos imágenes, una virgen dolorosa propiedad del hermano Julián Santos Galán y un crucificado bajo la advocación de la Caridad propiedad de la Congregación de las Hijas de María Madre de la Iglesia, representan el Stabat Mater, con cristo muerto y la dolorosa a los pies de la cruz.

### Nuestro Padre Jesús de la Entrega
Es el otro paso infantil de la hermandad, este procesiona el Jueves Santo y es el titular principal del grupo joven de la hermandad. Es un crucificado alanceado de pequeñas dimensiones con paño de pureza de tela y tez morena.

## Procesiones
La hermandad realiza sus desfiles procesionales en dos ocasiones, siendo la primera en la tarde-noche del Domingo de Ramos y la segunda en Jueves Santo.

#### Hábito
Para los hermanos de carga y escolta: Túnica color hueso, verduguillo y cíngulo morado, guantes, calcetines y zapatillas blancas de esparto. 
Para niños: Túnica color hueso, turbante hebreo morado y cíngulo morado, guantes, calcetines y zapatillas blancas de esparto. 

### Procesión de las penas (Domingo de Ramos)
La primera de las procesiones toma lugar el Domingo de Ramos desde la Capilla del Colegio San José a las 19:00 horas, su recorrido mezcla zonas de la barriada de San José con las zonas más emblemáticas de la ciudad como la Plaza Mayor, realiza un pequeño acto penitencial en el Templo de Santo Domingo ante las hermandades de Salud y Estudiantes.
Como curiosidad, ya mencionada antes, la hermandad antiguamente salía de la S.I. Concatedral de Santa María en pleno corazón de la ciudad monumental, recorriendo gran parte de la ciudad amurallada, pero fue en 2011 cuando saldría por primera vez de su sede canónica.

#### Pasos
- Dolorosa Esperanza (paso infantil).
- Señor de las Penas

#### Itinerario
Capilla del Colegio San José, Santa Gertrudis, Barrio Nuevo, plaza de la Concepción, Santo Domingo, Andrada, Ríos Verdes, Margallo, Sancti Spíritu, plaza del Duque, Gabriel y Galán, Plaza Mayor, General Ezponda, plaza de la Concepción, Zurbarán, San José, Santa Gertrudis, Capilla del Colegio  San José.

#### Acompañamiento Musical
- Banda de Cornetas y Tambores "Stmo. Cristo del Humilladero" (Cáceres) en el paso del Señor de las Penas

### Procesión del Amor (Jueves Santo)
La segunda de las procesiones y la principal de la hermandad es la que acontece en la tarde-noche del Jueves Santo desde la Capilla del Colegio San José a las 19:30h parte el cortejo de nazarenos con Jesús de la Entrega, tras él el Santísimo Cristo del Amor, titular principal de la hermandad, siendo acompañado de una formación romana, la cual la hermandad se ha esforzado por recuperar en 2024, finaliza el cortejo Nuestra Señora de la Caridad.
La hermandad recorre en sus primeros kilómetros el barrio de San José, barrio que vio nacer a la hermandad y al cual están muy unidos, posteriormente la hermandad entra en el centro histórico de la ciudad, especial mención a su paso por San Juan donde realizan un pequeño acto penitencial con un breve encuentro entre sus titulares donde estos son alzados a mano. 

#### Pasos
- Jesús de la Entrega (Paso infantil)

- Santísimo Cristo  del Amor
- Nuestra Señora de la Caridad

#### Itinerario
Capilla del Colegio San José, Santa Gertrudis, San José, plaza Obispo Galarza, Parras, San Pedro, plaza de San Juan, corredera baja, Gran Vía, Plaza Mayor, General Ezponda, plaza de la Concepción, Zurbarán, San José, Santa Gertrudis, Capilla del Colegio San José.

#### Acompañamiento Musical
- Agrupación Camerística "Quercus" en el crucificado.

- Banda de Música "Ciudad de Tormes" (Salamanca), en el paso de Virgen.

## Celebraciones y cultos
En cuanto a las celebraciones cultuales que organiza la Hermandad.
- Culto al Señor de las Penas
- Triduo en honor al Santísimo Cristo del Amor
- Vía Crucis con Nuestro Padre Jesús de la Entrega
- Procesión de San José. Tiene lugar en la Festividad de San José
- Procesión de Madre Matilde
- Triduo en honor a Ntra. Sra. de la Caridad con traslados de ida y vuelta a San José.
- Besamano a Ntra. Sra. de la Caridad